# Pera frutescens
Pera frutescens là một loài thực vật có hoa trong họ Peraceae. Loài này được Leal mô tả khoa học đầu tiên năm 1951.